# Evangelische Kirche Massenheim (Hochheim am Main)

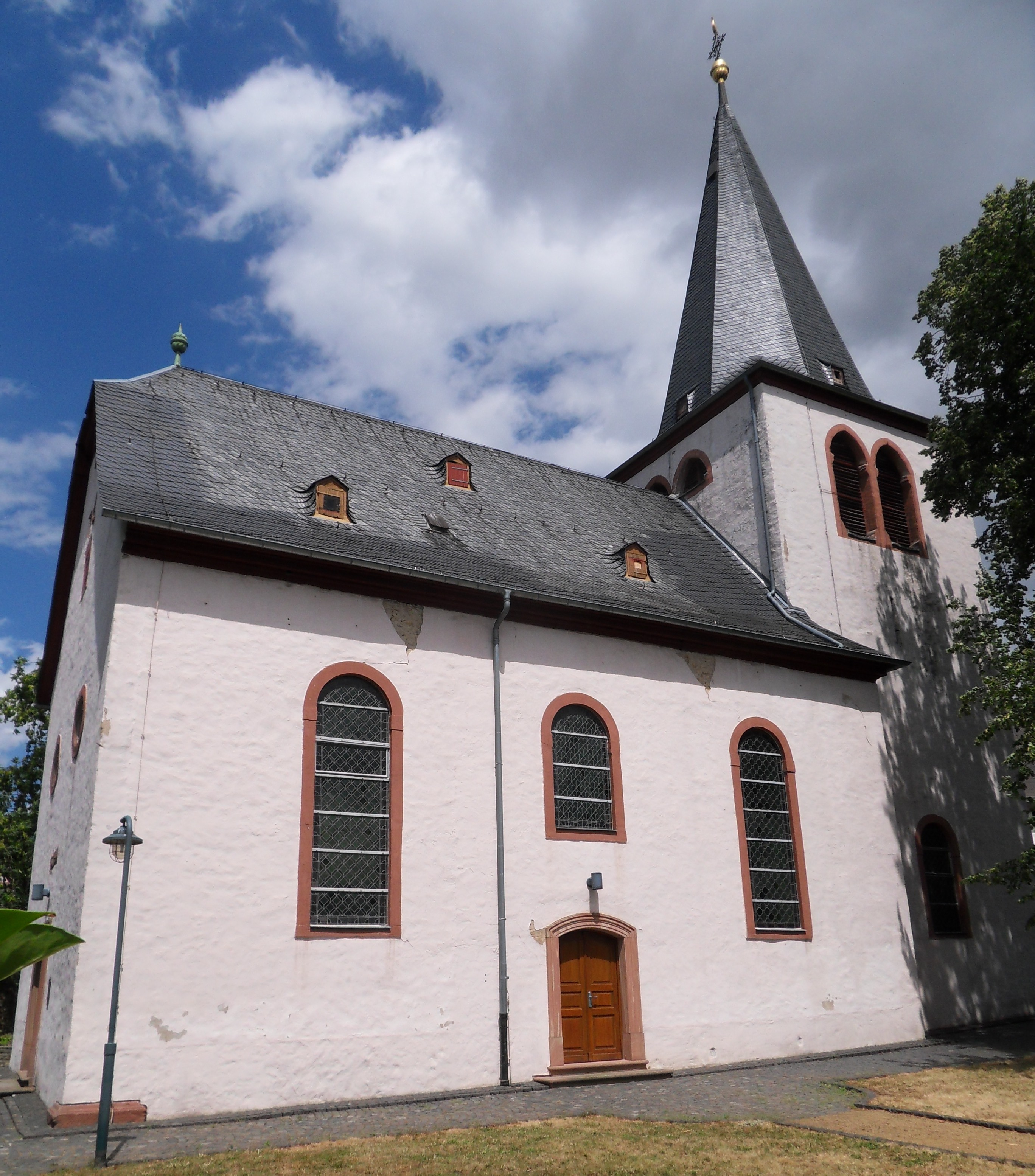
Evangelische Kirche

Die Evangelische Kirche Massenheim ist ein denkmalgeschütztes Kirchengebäude in Massenheim, einem Stadtteil der Kreisstadt Hochheim am Main im Main-Taunus-Kreis in Hessen. Die Kirche gehört zur Kirchengemeinde Massenheim-Wicker im Dekanat Wiesbaden in der Propstei Rhein-Main der Evangelischen Kirche in Hessen und Nassau.

## Beschreibung
Eine Kirche wurde 909 erstmals bezeugt. Der Chorturm im Osten wurde 1583–85 gebaut. Seine ältesten Teile stammen von einer romanischen Wehrkirche. Der achtseitige, spitze Helm wurde ihm erst später aufgesetzt. Hinter den als Biforien gestalteten Klangarkaden im obersten Geschoss befindet sich der Glockenstuhl, in dem vier Kirchenglocken hängen.
Das Kirchenschiff der Saalkirche mit den Bogenfenstern wurde 1762–1764 angefügt. Über dem Portal im Westen ist ein Sturz einer Tür von 1581 eingemauert. 
In dem mit einem flachen Tonnengewölbe überspannten Kirchenschiff sind an den Langseiten Emporen. Im Chor sind nur noch die Ansätze des gotischen Kreuzgewölbes erkennbar. 
Zur frühklassizistischen Kirchenausstattung stammen die Mensa von 1766, die Kanzel und ihr Schalldeckel von 1762, das Taufbecken von 1631 und das Kruzifix von 1764. Auf der Empore im Osten steht eine 1895 von E. F. Walcker gebaute Orgel. Darunter befindet sich die Patronatsloge.

## Glocken
| Name              | Schlagton | Gewicht (kg) | Durchmesser (cm) | Material | Inschrift |
| ----------------- | --------- | ------------ | ---------------- | -------- | --- |
| Gedächtnis-Glocke | g′        | 1100         | 121              | Stahl    | UNSEREN GEFALLENEN, VERMISSTEN BRÜDERN DES WELTKRIEGES 1939/45 ZUM GEDÄCHTNIS. NIEMAND HAT GRÖSSERE LIEBE DENN DIE, DASS ER SEIN LEBEN LÄSST FÜR SEINE FREUNDE. |
| Rufglocke         | b′        | 0640         | 100              | Stahl    | O LAND, LAND, LAND, HÖRE DES HERRN WORT. |
| Vaterunser-Glocke | c′        | 0550         | 090              | Bronze   | BET UND ARBEIT, SO HILFT GOTT ALLEZEIT. |
| Jahrhundertglocke | d′        | 0210         | 070              | Bronze   | 1742 GOSS MICH CHRISTOPH ROTH AUS MAINZ. |